# Gett
Gett, conosciuta in precedenza come GetTax (Prendi un taxi) è una impresa israeliana che collega i suoi clienti con i guidatori di taxi.
I clienti possono chiamare un taxi, o dal sito della società o dalla sua app.
Attualmente è operativa in più di 50 città, tra cui New York, Londra, Mosca e 13 città in Israele.

## Storia
A maggio 2016, il gruppo Volkswagen ha annunciato che investirà 300 milioni di dollari in Gett, acquisendo una quota di partecipazione della stessa.
I piani di Volkswagen sono di integrare Gett nel gruppo come uno degli sforzi della società automobilistica  di creare il suo proprio fornitore di mobilità.
Secondo Volkswagen, la fusione è ancora soggetta ad approvazione, ma dopodiché Gett potrà estendere i suoi servizi a nuove aree.